# Stanisław Wyszomirski
Stanisław Wyszomirski (ur. 1938  – zm. 11 października 1992) - krytyk filmowy, dziennikarz przez ponad 20 lat związany z „Expresem Wieczornym”, sprawozdawca z Międzynarodowych Festiwali Filmowych w Wenecji.